# Costa Franco
José António de Almeida Costa Franco, mais conhecido por Brigadeiro Costa Franco (Lagos, 7 de Agosto de 1910 - Lagos, 20 de Julho de 1986), foi um militar e político português.

## Biografia

### Nascimento
José Costa Franco nasceu em 7 de Agosto de 1910, na cidade de Lagos.

### Carreira política e militar

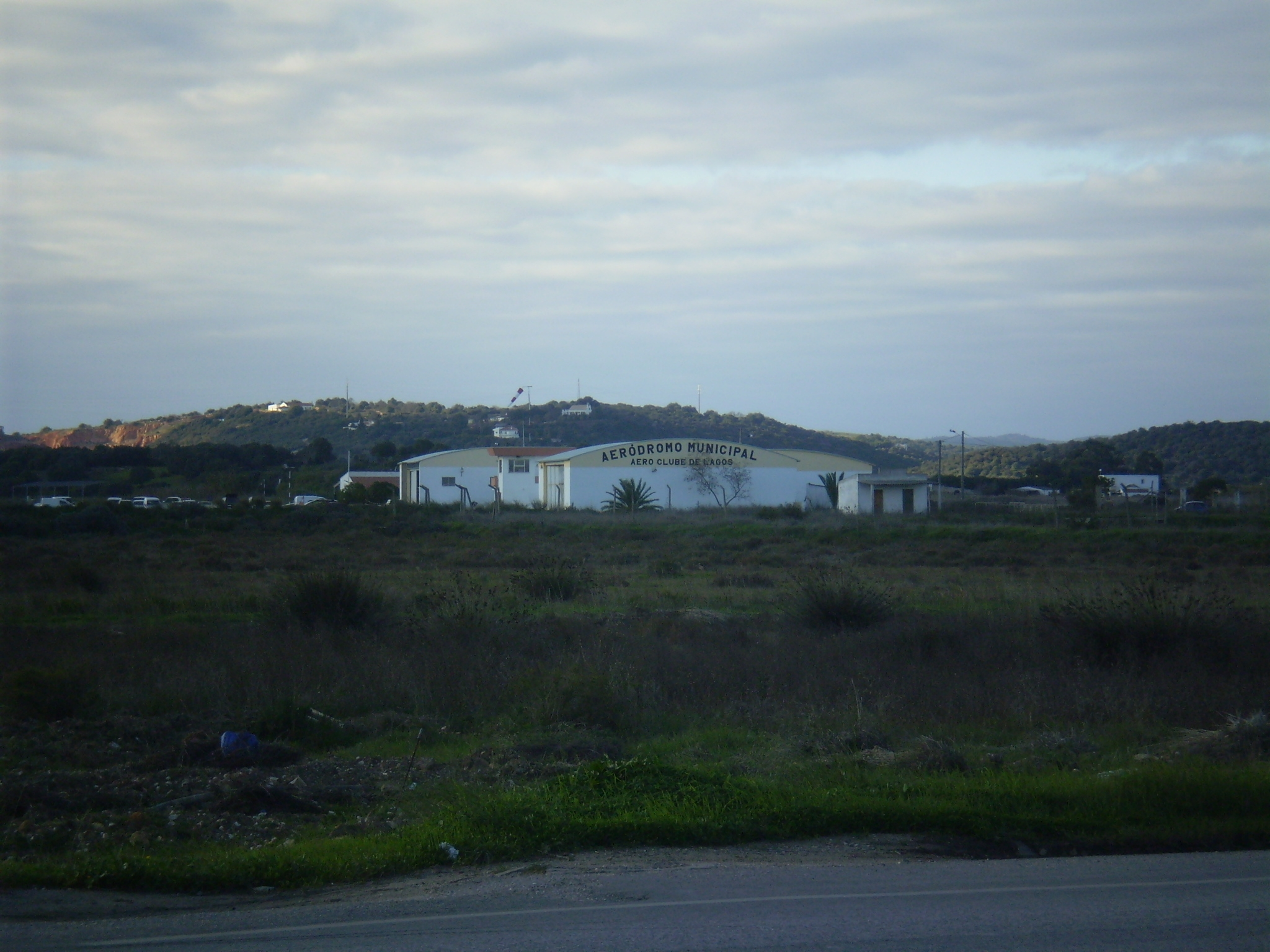
Aeródromo Municipal de Lagos, em 2011.

Foi incorporado em 1930 na Escola Militar, onde concluiu o curso de Infantaria em 1933, com o posto de alferes. Tirou igualmente o curso de Aeronáutica para Oficiais em 1935, passando a integrar a Arma da Aeronáutica do Exército. Foi promovido a tenente em 1937 e a capitão em 1941.
Em 1939, frequentou um curso de voo por instrumentos na Alemanha, em aviões Junkers, e em 1945 foi instruído no voo de bombardeiros North American B-25 Mitchell. Foi promovido a major em 1946, e colocado na Base Aérea das Lajes, nos Açores, onde participou em diversas missões de busca e salvamento e no combate à epidemia de Tosse convulsa na Ilha Terceira em 1948.
Foi promovido a tenente-coronel em 1953 e a coronel em 1956, e exerceu como Comandante da Base Aérea das Lajes entre 1956 e 1958. No mesmo ano, tirou um curso no Instituto de Altos Estudos Militares, sendo promovido a brigadeiro em 1960 e passado à reserva em 1961.
Entre 1964 e 1972, foi presidente da Câmara Municipal de Lagos, tendo uma das suas obras sido a instalação de um aeródromo municipal, demonstrando já nessa altura o valor turístico de uma estrutura deste tipo. O aeródromo foi inaugurado em 16 de Maio de 1965.

### Falecimento
Faleceu na cidade de Lagos, em 20 de Julho de 1986.

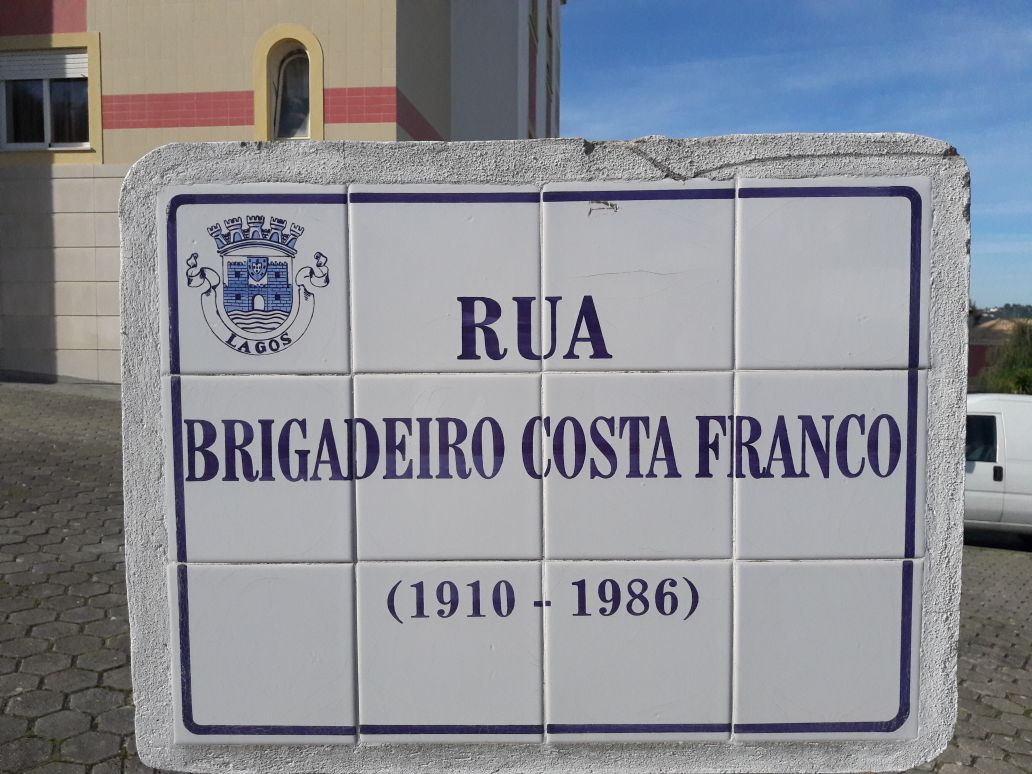
Placa toponímica da Rua Brigadeiro Costa Franco, em Lagos.

## Prémios e homenagens
Foi várias vezes louvado pelo Ministro da Guerra e pelo Chefe do Estado-Maior da Força Aérea devido à sua conduta como oficial, chefe de serviços e comandante de unidade, e por ter contribuído para a imagem das forças armadas portuguesas, tanto a nível nacional como internacional. Foi condecorado com a medalha de prata de Comportamento Exemplar, a Medalha de Mérito Militar de 2.ª Classe, o grau de Comendador da Ordem Militar de Avis, e o grau de Oficial da Ordem de Mehdania de Marrocos.
O nome de Costa Franco foi colocado no aeródromo municipal, e numa rua do Concelho de Lagos.
Costa Franco foi homenageado em 2015, no âmbito das comemorações dos cinquenta anos do aeródromo de Lagos, tendo sido descerrada uma placa com o seu retrato.